# Мусаев, Мурадбек Мусаевич
Мурадбек (Мурад) Мусаевич Мусаев (1979, по другим данным 1978, Махачкала, Дагестанская АССР, РСФСР, СССР) — российский тайбоксер, чемпион Европы, чемпион России. 

## Спортивная карьера
Тайским боксом занимается с 1998 года. Является воспитанником махачкалинского ДГЦБИ и школы «Скорпион», занимался под руководством Зайналбек Зайналбеков. В ноябре 2000 года в Москве стал чемпионом Европы. В 2001 году стал чемпионом России.

## Достижения
- Чемпионат Европы по тайскому боксу 2000 — ;
- Чемпионат России по тайскому боксу 2001 — ;
- Кубок России по тайскому боксу 2002 — ;

## Личная жизнь
В 1996 году окончил среднюю школу № 11 в Махачкале.